# Membrana semipermeable

Esquema d'una membrana semipermeable en hemodiàlisi, on es veu la sang en roig, el líquid dialitzador en blau, i en groc la membrana.

Una membrana semipermeable, també anomenada membrana selectivament permeable, membrana parcialment permeable o membrana permeable diferenciable, és una membrana que permetrà que certes molècules o ions passen a través d'ella per difusió, i ocasionalment especialitzada en "difusió facilitada". L'índex del pas depèn de la pressió, la concentració i la temperatura de les molècules o dels soluts en qualsevol costat, així com la permeabilitat de la membrana per a cada solut. Depenent de la membrana i del solut, la permeabilitat pot dependre de la grandària del solut, de característiques de la solubilitat, o de la química. Un exemple d'una membrana semipermeable és una bicapa lipídica, en la qual es basa la membrana plàsmica que rodeja totes les cèl·lules biològiques. Molts materials naturals i sintètics més grossos que una membrana també són semipermeables. Un exemple d'açò és la fina pel·lícula en l'interior d'un ou. Un altre exemple d'una membrana semipermeable és el tub de diàlisi.

## Funcionament
Una membrana semipermeable permet el pas preferencial de certes substàncies presents en una dissolució enfront d'altres. Aquest fet les fa importants tant en sistemes biològics vius com en aplicacions tecnològiques.
La part que ha travessat la membrana es coneix com a "permeat" i la que no ho fa és el "rebuig". En conseqüència, es produïx una separació diferencial d'unes substàncies enfront d'altres. Perquè el pas de substàncies a través de la membrana es produïsca, és necessari l'existència d'una força impulsora entre ambdós costats de la membrana, la qual pot ser de diferent naturalesa: diferència de pressió, diferència de concentració, potencial elèctric, etc. Una vegada establert el flux, el diferent grau de pas d'unes substàncies respecte d'altres es produïx per criteris físics (com ara la grandària del porus) o químics (com la solubilitat i difusió en la membrana, etc.).

Pressió osmòtica

Com a exemple de com actua una membrana vegem el fenomen d'osmosi directa. Per a això, suposem dos compartiments separats per una membrana semipermeable (p. ex. d'acetat de cel·lulosa), de manera que un conté aigua (compartiment A) i un altre una dissolució salina concentrada (compartiment B). En aquesta situació hi ha un major potencial químic de l'aigua present en A que es manifesta com una tendència de difusió cap a B, diluint en conseqüència aquesta dissolució. Els ions presents en la dissolució salina no travessen la membrana significativament, perquè no tenen afinitat química cap al material polimèric que la constituïx. Al contrari, les molècules d'aigua poden formar ponts d'hidrogen amb el polímer de la membrana i travessar-la. En conseqüència s'origina un flux d'aigua des d'A cap a B, descendint el nivell d'A i augmentant el de B. L'equilibri s'aconseguirà quan la pressió estàtica que origina la diferència de nivell contraresta la diferència de potencial químic corresponent a les concentracions existents. En aquest moment, la diferència d'altures serà representativa de la diferència de pressió osmòtica d'ambdues dissolucions. Si s'aplica ara una pressió al compartiment B superior a la pressió osmòtica, s'obtindrà un flux d'aigua de B cap a A pràcticament desproveït d'ions, ja que aquests no travessen la membrana fàcilment. Aquest fenomen, conegut com a osmosi inversa, és la base per a l'obtenció d'aigua en moltes plantes dessaladores.

## Membranes biològiques
Les membranes semipermeables existixen sobretot en les cèl·lules i en el tracte digestiu d'animals. Una membrana semipermeable consistix d'una bicapa fosfolípídica, essencialment significant que un grup de fosfolípids (consistint en un cap de fosfat i 2 cues àcid gras) es disposa en una doble capa, amb els caps de fosfat hidròfils exposats al contingut d'aigua de fora i dins de la cèl·lula, mentre que les cues hidròfobes d'àcid gras s'oculten en l'interior. La bicapa fosfolipídica és la més permeable als soluts sense canvis xicotets. Els canals de proteïna suren a través dels fosfolípids, i col·lectivament, aquest model és conegut com a model de mosaic fluid